# Поджіо Олександр Михайлович
Олександр Михайлович По́джіо (19 лютого 1881, м. Златопіль, тепер частина м. Новомиргород, Кіровоградська область — кін. 1919, м. Кам'янець-Подільський) — начальник корпусу Дієвої армії УНР.

## Життєпис
Походив з італійської родини, яка наприкінці XVIII ст. переїхала до Одеси, згодом до Миколаєва, нащадок Йосипа Поджіо.
Православний, одружений з православною, двоє синів (нар.1911 та нар.1914). Загальну освіту здобув у Златопільській чоловічій гімназії (Златопіль нині — у складі міста Новомиргорода Кіровоградської області)(4 класи). Закінчив Чугуївське піхотне юнкерське училище.
Перший офіцерський чин з 22 лютого 1903 року. Брав участь у походах та битвах у Російсько-японській війні. Поручик 13-го піхотного Білозерського полку з 1909 року, у складі якого як командир роти та командир батальйону брав участь у Першій світовій війні, з 1914 року — штабс-капітан. З 28 квітня 1917 року — полковник, командир 13-го піхотного Білозерського полку. Генерал-майор з 18 червня 1917 року.
З 29 листопада 1917 р. — генерал-майор, начальник 5-ї Української дивізії 2-го Січового Запорізького корпусу військ Центральної Ради.
З 6 січня 1918 р. — в. о. начальника 2-го Січового Запорізького корпусу військ Центральної Ради. З квітня 1918 р. — начальник Окремої Кримської бригади, що мала формуватися у складі Армії УНР на території Кримського півострова. 29 липня 1918 р., після скасування наказу про формування бригади, був зарахований у розпорядження Військового міністерства Української Держави.
У лютому 1919 р. короткий час перебував на посаді начальника кадрів 6-го Полтавського корпусу Дієвої армії УНР. У березні 1919 р. — начальник кадрів 3-го Херсонського корпусу Дієвої армії УНР, до складу якого було влито рештки 6-го Полтавського корпусу. У 20-х числах березня 1919 р. — в. о. начальника Запорізького корпусу Дієвої армії УНР.
Помер восени 1919 р. у Кам'янці-Подільському.

## Нагороди
- Орден Святого Станіслава 3-го ступеня з мечами та бантом
- Орден Святого Станіслава 2-го ступеня з мечами
- Орден Святої Анни 3-го ступеня з мечами та бантом
- Орден Святого Володимира 4-го ступеня з мечами та бантом
- Георгіївська зброя (9 лютого 1915)
- Орден Святого Георгія 4-го ступеня